# Acropogon bullatus
Acropogon bullatus é uma espécie de angiospérmica da família Sterculiaceae.
Apenas pode ser encontrada na seguinte região: Nova Caledónia.